# ولادمیر اسکودا
ولادمیر اسوکودا (زاده ۲۲ نوامبر ۱۹۴۲) مجسمه‌ساز فرانسوی است. اصلیت این هنرمند جمهوری چک می‌باشد. وی علاقه زیادی به فیزیک، ریاضیات و آثار هنری دستی دارد. ولادمیر اسکودا همچنین تمایل زیادی به واقع‌گرایی جدید دارد. وی در ساختن حجم‌های شبیه یا مشتق از شکل هندسی کره تبحر خاصی دارد.